# Bulbostylis densa
Bulbostylis densa är en halvgräsart som först beskrevs av Nathaniel Wallich, och fick sitt nu gällande namn av Hand.-mazz. Bulbostylis densa ingår i släktet Bulbostylis och familjen halvgräs. IUCN kategoriserar arten globalt som livskraftig.

## Underarter
Arten delas in i följande underarter:
- B. d. afromontana
- B. d. densa
- B. d. cameroonensis
- B. d. capitata